# Список прем'єр-міністрів Бурунді
Прем'єр-міністр Бурунді до 1998 року був главою уряду країни. Прем'єр-міністра призначав президент або ним ставав і сам глава держави. Після прийняття 1998 року тимчасової конституції пост прем'єр-міністра було ліквідовано. З тих пір функції глави уряду виконує президент Бурунді.

## Список прем'єр-міністрів
- Жозеф Сімпайє (26 січня 1961 — 28 вересня 1961)
- Луї Рвагасоре (хуту) (28 вересня 1961 — 13 жовтня 1961)
- Андре Мугірва (20 жовтня 1961 — 10 червня 1963)
- П'єр Нгендандумве (хуту) (18 червня 1963 — 6 квітня 1964)
- Альбін Ньямоя (хуту) (6 квітня 1964 — 7 січня 1965)
- П'єр Нгендандумве (хуту) (7 січня 1965 — 15 січня 1965)

(в.о.) П'є Масумбуко (15 січня 1965 — 26 січня 1965)
- Жозеф Баміна (хуту) (26 січня 1965 — 30 вересня 1965)
- Леопольд Біга (тутсі) (13 жовтня 1965 — 8 липня 1966)
- Мішель Мічомберо (тутсі) (11 липня 1966 — 15 липня 1972)
- Альбін Ньямоя (хуту) (15 липня 1972 — 5 червня 1973)
- Едуар Нзамбімана (12 листопада 1976 — 13 жовтня 1978)

Посаду прем'єр-міністра ліквідовано
- Адрієн Сібомана (хуту) (19 жовтня 1988 — 10 липня 1993)
- Сільві Кінігі (тутсі) (10 липня 1993 — 7 лютого 1994)
- Анатоль Каньєнкіко (тутсі) (7 лютого 1994 — 22 лютого 1995)
- Антуан Ндувайо (тутси) (22 лютого 1995 — 31 липня 1996)
- Паскаль-Фірмін Ндіміра (хуту) (31 липня 1996 — 12 червня 1998)

Посаду прем'єр-міністра ліквідовано